# Jercinio Grendel
Jercinio Grendel (circa 2003/2004) is een Surinaams voetballer. Hij komt in 2024 uit voor SV Transvaal en speelt in de Suriname Major League.
Jercinio Grendel was een van de scorende spelers van Transvaal tijdens de bekercompetitie van de SVB op 17 februari 2024, waarbij een monsterzege geboekt werd tegen Jong Rica van de Moengo Sportbond.
Op 23 februari 2024 speelde hij in de wedstrijd die de start van de Suriname Major League inluidde en daarmee het betaald voetbal in Suriname. Na de openingstreffer van Jamilhio Rigters van SV Robinhood maakte Grendel de gelijkmaker, waarmee hij het tweede doelpunt scoorde van deze nieuwe competitie.